# Interferencia solar
La interferencia solar, apagón solar o desvanecimiento solar es una interrupción o distorsión de las señales de los satélites geoestacionarios causada por la interferencia (ruido de fondo) del Sol cuando cae directamente detrás de un satélite, quedando alineado, además, con el haz de una estación terrestre que está intentando transmitir y/o recibir datos.

## Frecuencia e impacto
Una estación terrestre sufre una interferencia solar antes del equinoccio de marzo (en febrero y marzo) y después del equinoccio de septiembre (en septiembre y octubre) en el hemisferio norte, y después del equinoccio de marzo y antes del equinoccio de septiembre en el hemisferio sur, o cuando el Sol cruza el ecuador terrestre durante varios días. En este momento, el satélite y el Sol alcanzan la distancia más cercana porque la posición del satélite está en la misma dirección que el Sol. Ya que el Sol irradia en todo el espectro, incluidas las frecuencias de microondas utilizadas para comunicarse con los satélites (bandas C, Ku y Ka), esta radiación se registra en las antenas receptoras provocando interferencias. Estas interferencias hace que la señal recibida por la estación terrestre se debilite e incluso desaparezca debido al ruido térmico que aumenta drásticamente.
La pérdida de señal en el enlace descendente causada por el ruido afecta en gran medida al rendimiento del sistema de comunicación por satélite. Los efectos de una interrupción del Sol van desde la degradación parcial (aumento de la tasa de error) hasta la destrucción total de la señal.
Suele afectar brevemente a los satélites geoestacionarios unas dos veces al año.